# Jules Richard (Fotograf)

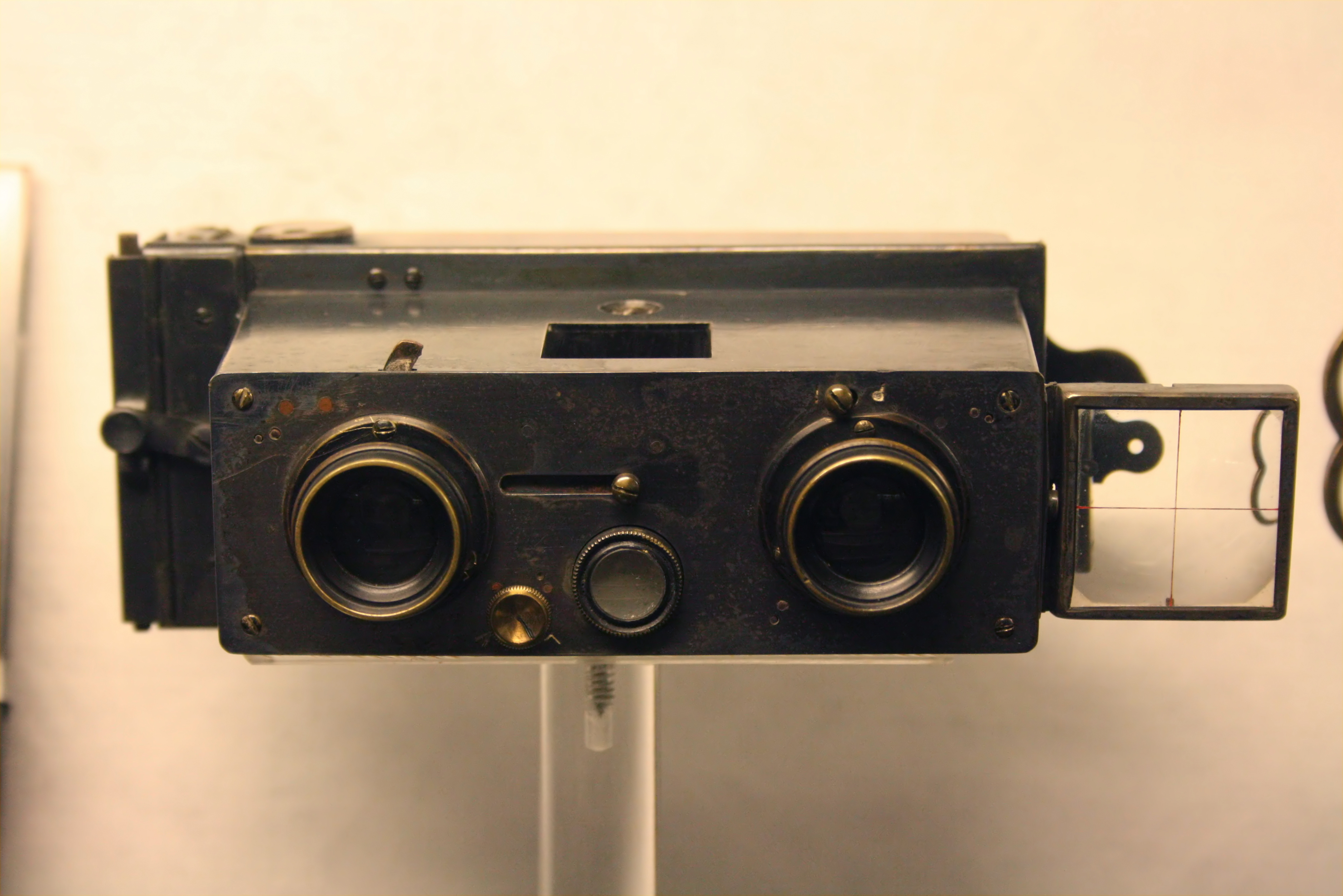
Sterographie-Fotoapparat, 1895

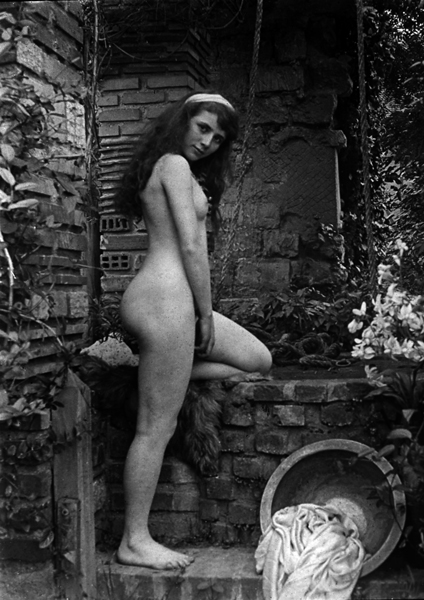
Akt, aufgenommen zwischen 1900 und 1920 von Jules Richard

Jules Richard (* 19. Dezember 1848; † 18. Juni 1930) war ein französischer Fotograf, Erfinder und Hersteller von Messinstrumenten, insbesondere für die Stereoskopie
Jules Richard entstammte einer Instrumentenmacher-Familie. Sein Vater Félix Richard war der Neffe des Instrumentenmachers Gustave Froment. Froment beschäftigte sich mit den ersten elektronischen Instrumenten. Jules Richard lernte das Instrumentenbauer und Feinmechaniker-Handwerk bei seinem Vater in Paris und bei einer Reihe weiterer Handwerker u. a. einem Uhrmacher. In den 1870er Jahren arbeitete er in einer Manufaktur für Telegraphen-Geräte. Manche Quellen gehen davon aus, dass er schon früh mit E. J. Marey zusammen arbeitete, der schon früh elektronische und fotografische  Aufnahmetechniken zusammen brachte. Richard übernahm nach dessen Tod 1876 den väterlichen Betrieb. 1882  gründete er zusammen mit seinem Bruder eine Max eine Firma, deren Initialen Richard Frères (RF) Markenzeichen für Präzisionsinstrumente wurden. In den 1880ern stellte die Firma eine Reihe von Messgeräten für Industrie und Wissenschaft her, darunter Thermometer, Pyrometer, Anemometer, Dynamometer, Chronographen und eine Reihe weitere elektromechanischer Messinstrumente. In dieser Zeit begann Richard auch mit der Entwicklung und Produktion von stereoskopischen Kameras.
1999 kaufte Jules Richard Instruments (JRI) die Firma Maxant Industries. 2008 fusionieren die beiden Unternehmen JRI und Maxant Industries zu JRI.